# Elysium Planitia
Elysium Planitia est la seconde région volcanique de la planète Mars, la première étant le renflement de Tharsis. Elle est située sur l'équateur, au contact de la limite géologique matérialisant la dichotomie crustale martienne.

## Géographie et géologie
Elysium Planitia s'étend sur environ 3 000 km, centrée par 2° N et 155° E, sur les quadrangles de Cebrenia, d'Elysium et d'Aeolis, limitée au nord-ouest par Utopia Planitia, au sud par Terra Cimmeria, à l'est par Amazonis Planitia et au nord-est par Arcadia Planitia.
| |  |                                                                |
| Carte topographique colorisée de Elysium et ses environs, dans le MOLA instrument de Mars Global Surveyor. |  | 2001 Mars Odyssey THEMIS journée mosaïque d'images infrarouge. |

### Volcanisme
Quatre volcans majeurs se trouvent dans cette région, de nature sensiblement moins effusive que ceux du renflement de Tharsis et par conséquent davantage apparentés aux stratovolcans qu'aux volcans boucliers :
| Volcan           | Coordonnées         | Altitude  | Âge       | Localisation                                   |
| ---------------- | ------------------- | --------- | --------- | ---------------------------------------------- |
| Elysium Mons     | 24,8° N et 146,9° E | 14 028 m  | ≥ 3,65 Ga | Groupe principal, au nord-ouest de la région.  |
| Hecates Tholus   | 32,1° N et 150,2° E | ~ 4 500 m | ≥ 3,40 Ga | Groupe principal, au nord-ouest de la région.  |
| Albor Tholus     | 18,8° N et 150,4° E | ~ 3 750 m | ≥ 2,16 Ga | Groupe principal, au nord-ouest de la région.  |
| Apollinaris Mons | 9,3° S et 174,4° E  | ~ 3 250 m | ≥ 3,81 Ga | Volcan isolé à l'extrême sud-est de la région. |

Parmi ces quatre volcans, Apollinaris Mons, le plus méridional, serait également le plus « gris » : sa caldeira proportionnellement très grande résulterait d'une éruption plinienne.

### Formation de Medusae Fossae
Sur la frange méridionale d'Elysium Planitia, en contrebas des hautes terres noachiennes de Terra Cimmeria, commence la formation de Medusae Fossae, définie comme un ensemble de massifs lobés à la surface ondulée (Aeolis Planum par 0,8° S et 145° E et Zephyria Planum par 1° S et 153,1° E, au sud d'Elysium, mais également, bien plus à l'est, Lucus Planum par 4° S et 182° E, 
Eumenides Dorsum par 4,4° N et 203,5° E,
Amazonis Mensa par 2° S et 212,5° E, 
et Gordii Dorsum par 4,4° N et 215,9° E), dont la nature et l'origine sont à ce jour encore mal comprises.
Présentant des similitudes morphologiques avec les calottes polaires résiduelles, ces structures pourraient provenir des téphras issus des volcans gris d'Elysium et de certains « petits » volcans du renflement de Tharsis.

### Fragments de banquise fossilisés
Des formations évoquant assez distinctement la surface « fossilisée » d'une mer couverte de fragments de banquise disloquée ont été identifiées en 2005 par l'instrument HRSC de la sonde Mars Express dans l'est de la région, par environ 5° N et 150° E au nord de Zephyria Planum couvrant une surface voisine de celle de la mer du Nord — 800 × 900 km2 pour 45 m de profondeur — et datée d'environ 5 millions d'années,.

## Mission InSight
L'atterrisseur de la sonde de la mission d'exploration InSight (acronyme de l'anglais Interior Exploration using Seismic Investigations, Geodesy and Heat Transport, en français « Exploration interne par les sondages sismiques, la géodésie et les flux thermiques ») de la NASA s'y est posée le 26 novembre 2018. C'est la première mission consacrée exclusivement à l'étude de la structure interne de Mars.
Le site a été choisi car il correspondait aux critères d'atterrissage voulus dont une zone proche de l'équateur pour l'ensoleillement des panneaux solaires, plane et dégagée d'incidents de terrain avec une inertie thermique du sol d'environ 100–140 J·m-2·K-1·s-½ pour garantir que le sol ne soit pas trop mou et avec une régolite ayant au moins cinq mètres d'épaisseur, pour faciliter la pénétration du sondeur HP3, d'une longueur de 5 mètres.